# جيمس إف. بروكس
جيمس إف. بروكس (بالإنجليزية: James F. Brooks)‏ هو مؤرخ أمريكي، ولد في 1955.